# Ingrid Hudabiunigg
Ingrid Hudabiunigg (* 9. November 1942 in Skrochowitz bei Troppau) ist eine deutsche Germanistin und Anglistin.

## Leben

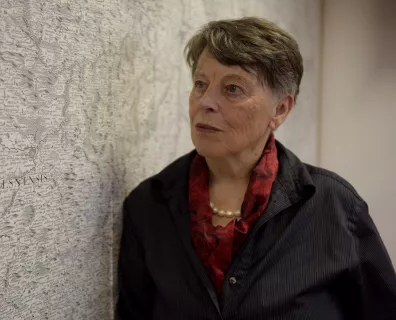

Hudabiunigg wurde in Skrochowitz im damaligen Landkreis Troppau geboren. Kurz vor Kriegsende 1945 floh ihre Mutter mit ihr zur väterlichen Wohnung nach Leibnitz (Steiermark).
Nach der Matura in Graz studierte sie von 1960 bis 1966 Germanistik und Anglistik an der Universität Graz sowie Anglistik am Trinity College in Dublin. Als Fulbright-Stipendiatin studierte sie zudem von 1966 bis 1967 Linguistik an der University of California. 1970 promovierte Hudabiunigg an der Universität Graz zum Thema «Gesellschaftskritik in den Dramen Ernst Barlachs». 1987 erfolgte ihre Habilitation an der Fakultät für Linguistik und Literaturwissenschaft der Universität Bielefeld („Bildung grammatischer Begriffe im gesteuerten Zweitsprachenerwerb. Beiträge zur Ausbildungsforschung und Studienreform“). Von 1989 bis 1990 forschte sie im Rahmen des Andrew Mellon Fellowship an der School of Advanced International Studies (SAIS) in Washington.
Zwischen 1972 und 1991 war sie als wissenschaftliche Mitarbeiterin und Assistentin an der Freien Universität Berlin und der Universität Bielefeld tätig. 1992 führte sie eine Dozentur des DAAD an die Karlsuniversität Prag, bevor sie 1997 an die Technische Universität Chemnitz berufen wurde, wo sie bis zu ihrer Pensionierung im Jahr 2008 als Professorin für Deutsch als Fremd- und Zweitsprache arbeitete. In dieser Funktion etablierte sie die Fächer DaF/DaZ und Europa-Studien. Im internationalen Zusammenhang standen dabei die DAAD-Institutspartnerschaften mit Pilsen, Orenburg und Wolgograd, eine Reihe von europäischen Universitätskooperationen und die jährlichen internationalen Sommerkurse. Das in Kooperation mit der Kulturpolitischen Gesellschaft durchgeführte Lehrforschungsprojekt „Europäische Kulturhauptstädte“ führte nach Weimar (1999), Prag (2000), Graz (2003), Genua (2004), Cork (2005), Liverpool (2008) und Pilsen (2015).
Ab 2009 war Hudabiunigg Inhaberin der Herder-Stiftungsdozenturen an folgenden Universitäten: Universidad de Antioquia (Medellin/Kolumbien), Universidad Salesiana (La Paz/Bolivien), Universidad Mayor, Real y Pontificia de San Francisco Xavier de Chuquisaca (Sucre/Bolivien) und German Jordanian University (Amman/Jordanien).
Seit 2012 ist sie Garantin des Lehrstuhls für Fremdsprachen (NJOP) an der Universität Pardubice. Durch ihre Kooption (ab 2015) an das Forschungszentrum DiMOS (Deutsch in Mittel-, Ost- und Südosteuropa) an der Universität Regensburg (Leiter: Hermann Scheuringer) organisierte sie mit Ákos Bitter (Universität Regensburg) und Robert Marchl (Zürcher Hochschule für Angewandte Wissenschaften) internationale Workshops, die in Publikationen mit dem Schwerpunkt Deutsch im östlichen Europa resultierten.
Hudabiunigg war mit dem deutschen Linguisten Werner Kummer (1943–2010) verheiratet. Aus dieser Ehe stammen zwei Söhne, Michael (geb.1967) und Christian Kummer (geb.1970).

## Forschungsschwerpunkte
Hudabiunigg befasst sich insbesondere mit der Sprachdidaktik Deutsch als Fremdsprache, der Stereotypenforschung, der medienkritischen Analyse nationaler Identitäten in Mittel- und Osteuropa, der Sprachbiographieforschung sowie der Mehrsprachigkeit.

## Schriften (Auswahl)
- Gesellschaftskritik in den Dramen Ernst Barlachs. Unveröffentlichte Dissertation. Philosophische Fakultät der Universität Graz 1969.
- Grammatiklernen im schulischen Fremdsprachenunterricht: Empirie und Theoriebildung anhand des Englischunterrichts an Hauptschule und Gymnasium. Deutscher Studien Verlag, Weinheim 1987, ISBN 3-89271-016-3 (Zugl.: Bielefeld, Univ. , Habil.-Schr.).
- Mit Wolfgang Aschauer (Hrsg.): Alteritätsdiskurse im sächsisch-tschechischen Grenzraum. Comes, Chemnitz 2005.
- Mit Ljiljana Šarić, Andreas Musolff und Stefan Manz: Contesting Europe’s Eastern Rim. Cultural Identities in Public Discourse. John Edwards, Toronto/London 2010, ISBN 978-1-84769-324-2.